# 香港品牌發展局
香港品牌發展局（簡稱品牌局，縮寫HKBDC），是一個由香港廠商聯合會於2005年成立的非牟利組織 ，致力於推動和發展香港品牌，透過進行品牌評審、品牌認證、培訓、品牌巡禮等活動建立香港品牌的整體形象。
該組織的秘書處設於香港中環干諾道中64-66號廠商會大廈3樓，參與活動企業多以香港本地企業為主。

## 組織架構
該組織設有會員大會、理事會與常務理事會；下設「香港名牌評審委員會」、「技術顧問委員會」、「推廣與國際事務委員會」、「財務委員會」及「策略發展委員會」，共5個工作委員會。

## 組織成員
- 主席
  - 陳家偉MH （家得路）
- 副主席
  - 馬介欽（佳寧娜）
  - 駱百強（信達企業）
  - 黃偉鴻（僑豐行）
  - 吳清煥（三友實業）
  - 孫榮良（建業五金塑膠廠）

## 組織事務
- 標識計劃
  - 「TOP Mark」：統一的香港名牌標識系統，以表彰香港企業在發展原創品牌方面的成就。
  - 「HK Mark」：以香港產地來源證制度為依歸的「香港製造」統一標識系統，為香港製造的商品作第三方認證。
  - 「ESG章約行動」：與廠商會合辦的約章計劃，參與企業或機構要按照該組織的「ESG執行實務類別」作出相關行動承諾。
- 年度活動
  - 選舉：自1999年起，每年舉辦「香港名牌選舉」，設有「香港名牌」、「香港卓越名牌」、「香港新星服務品牌」「香港十年成就獎」以及「香港傑出品牌領袖奬」等多個獎項；另設有「香港新星品牌選舉」、「香港新星服務品牌選舉」。
  - 研討會：自2005年起，每年舉辦「品牌『智』勝」系列研討會，來自不同界別的專家分享品牌發展經驗。

## 外部連結
- 香港廠商聯合會 （页面存档备份，存于）
- 香港品牌發展局 （页面存档备份，存于）
- 「ESG章約行動」 （页面存档备份，存于）